# 南の島に雪が降る
『南の島に雪が降る』（みなみのしまにゆきがふる）は、俳優・加東大介の戦争経験手記である。初出は『文藝春秋』1961年3月号（従来1月号とあったのは誤り）に「ジャングル劇場の始末記 - 南海の芝居に雪が降る」として発表されたもの。のちにテレビドラマおよび映画化された。1961年9月、文藝春秋新社（現：文藝春秋）より単行本が刊行。
太平洋戦争（大東亜戦争）末期、飢えとマラリアに苦しむニューギニアの首都マノクワリで、兵士の慰安と士気高揚のため作られた劇団の物語である。加東大介（本名・加藤徳之助）軍曹が座長を務め、座員には漫画家小林よしのりの祖父（母方で博多出身）が、「快僧曹長 篠原龍照」として登場する。

## 概要
加東大介は「夢声対談・問答有用」（『週刊朝日』の連載）にて、ニューギニアのマノクワリにおける自身の戦争経験を振り返った。これに対し徳川夢声から「忘れないうちにくわしく書いておきなさい」と勧められ、文藝春秋新社の雑誌『オール讀物』の随筆欄に短文で2～3話記していたものが本作のきっかけとなる。またジャズマン小島正雄へ語ったことを機に文藝春秋誌からも勧められ1960年に執筆。
『文藝春秋』1961年3月号（従来1月号とあったのは誤り）において「ジャングル劇場の始末記 - 南海の芝居に雪が降る」として発表したものが原本になっている。これにより第20回文藝春秋読者賞を受賞し、ベストセラーとなった。1961年4月、小野田勇の脚色によって『南の島に雪が降る』の題でNHKにてドラマ化。のちに東宝で映画化もされ、いずれも加東自身が主演して話題となった。同年9月には映画化と並行して進められた単行本が発刊。1983年に文庫化され、以後10年ごとに再版となる息の長いロングセラー本となっている。

## あらすじ
加東は、兄が沢村国太郎、姉が沢村貞子と、舞台関係者揃いの家庭で育った生来の役者。甥っ子（沢村国太郎の子）2人も、のちに俳優長門裕之と津川雅彦となった（長門は戦前から子役として活動）。当時加東は、市川莚司の芸名で劇団前進座に所属していたが、昭和18年（1943年）10月に召集を受けニューギニアへ向かった。しかしそこは主力部隊から脱落し見放され、救援物資も届かない最果ての地。戦友たちは飢えとマラリアで次々に死んでゆく。いつ戦争が終わるかもわからない。希望が全くない。
そんな過酷な状況のなか、加東は上官からの命もあり演芸分隊を立ち上げ、ジャングルの真ん中に日本の舞台を作った。三味線弾き、ムーラン・ルージュの脚本家、スペイン舞踊の教師、舞台美術・衣装担当の友禅職人など、実に個性的なメンバーと共に、彼らは公演を始める。
ありあわせの布に絵を描いて衣装を作り、ロープをカツラにし、亜鉛華軟膏を塗りたくり白粉にする。いまその舞台を見たら、なんと粗末な舞台だと思うだろう。しかしいつ帰れるかもわからない日本兵にとって、それは夢だった。希望そのものだった。女形の内股の白さに女房を思い、小道具の長火鉢に日本を思う。その舞台を見るまでは死ねない。時には重病人を回復させるほどの希望が、その舞台にはあった。
長谷川伸『関の弥太っぺ』の舞台では、紙の雪を降らせ、客席からは毎回どよめきと歓喜の声があがった。加東らは雪景色を充分堪能させてから登場するようにしていたが、ある日の公演で、いくら待ってもしんとしている。不審に思って舞台の袖からのぞいてみると、数百名いた兵隊が皆、涙を流していた。聞いてみると彼らは東北の部隊だった。
かくして日本への帰還に至るまで、兵たちを慰安するため、ほぼ休演日無しで公演を行っていった。

## 出版書誌
初出は1961年1月の『月刊 文藝春秋』「ジャングル劇場の始末記 - 南海の芝居に雪が降る」で発表。未収録箇所や戦後エピソードなどを補記し同年に単行本化。博多仁輪加の篠原龍照曹長が本土帰国に際し、連合軍の検閲の目をかすめ「演芸詳報 - マノクヮリ支隊演芸分隊」資料を持ち帰っており、本作の執筆において役に立ったと、加東は篠原に感謝を述べている。
同年、本作を原作とするテレビドラマおよび映画化（いずれも加東主演）により代表作となった。
- 1961年　文藝春秋新社 
  - 1983年　旺文社文庫、文庫あとがき沢村貞子（以下再録）
  - 1995年　筑摩書房〈ちくま文庫〉
  - 2004年　光文社〈知恵の森文庫〉、保阪正康解説。
  - 2015年　ちくま文庫（新装改訂版）
- 『昭和戦争文学全集』第9巻に収録（集英社、1964年）

## テレビドラマ

### テレビドラマ 1961年 NHK
1961年4月30日、加東自身の主演で、NHK総合『テレビ指定席』（日曜22:35 - 23:35）にて放送（映画化前）。写真のみ現存し映像録画は残されていない。
- 番組名：テレビ指定席、単発ドラマ『南の島に雪が降る』
- 原作　：加東大介
- 主な演出：古閑三千郎
- 脚色　：小野田勇
- 主な脚本：緒乃恵
- 主な出演：伴淳三郎、加東大介、加藤武、小池朝雄、安達国晴、市川和子

### テレビドラマ 1964年 フジテレビ
三度目となる加東の主演で、1964年1月8日から同年1月29日までフジテレビ系列で放送。全4回。放送時間は毎週水曜22:15 - 22:45（JST）。
- 4回連続ドラマ『南の島に雪が降る』
- 原作　：加東大介
- 演出　：福中八郎
- 主な出演：加東大介、藤木悠

### エピソード
フジテレビドラマ『6羽のかもめ』（脚本倉本聰、1974 - 1975年）にて、加東の演じる人物（元俳優の設定）がマノクワリで芝居をしていたという設定となっている。

## 映画

### 映画1961年版
加東の原作（文藝春秋「ジャングル劇場の始末記 - 南海の芝居に雪が降る」）に沿って映画化。テレビドラマ同様、加東が本人役で主演した。戦線背後における密林中での演芸会が中心で戦後エピソード等のシーンはない。当時の人気喜劇役者が多数出演した。
- 製作：東京映画
- 監督：久松静児
- 脚本：笠原良三
- 音楽：広瀬健次郎

出演
- 加藤軍曹（演芸分隊・班長）：加東大介
- 鳶山一等兵：伴淳三郎
- 篠崎曹長：有島一郎
- 北川兵長：佐原健二
- 前田上等兵：西村晃
- 青戸上等兵（偽・如月寛多）：渥美清
- 大沼一等兵（奇術担当）：桂小金治
- 間島兵長（脚本担当）：中原成男
- 斉木兵長（衣裳担当）：加藤春哉
- 小野上等兵（美術担当）：上田忠好
- 塩原上等兵（床山担当）：和田孝
- 叶上等兵（三味線担当）：近江俊輔
- 中原上等兵（ピアノ担当）：ロリー小林
- 坂本一等兵（どんぐり三太）：どんぐり三太
- 村田大尉（分隊長）：織田政雄
- 天津敏
- 仲村秀生
- 守田比呂也
- 浅川中将（マノクワリ守備隊軍司令官）：志村喬
- 杉山大尉（マノクワリ守備隊司令部）：細川俊夫
- 西沢大尉（マノクワリ守備隊司令部）：松本朝夫
- 大沢上等兵（ワルパミ地区隊）：田武謙三
- 二木上等兵：三木のり平

特別出演
- 小林少佐（マノクワリ守備隊司令部参謀）：三橋達也
- 森久男大尉（中隊長）：森繁久彌
- 小林伍長（ワルパミ地区隊）：小林桂樹
- 坂田伍長（ワルパミ地区隊）：フランキー堺

#### 主題歌・挿入歌
『南の島に雪が降る』
- 作詞　： 矢野亮
- 作曲　： 林伊佐緒
- 歌唱　： 岡晴夫

『さらばマノクヮリ』
- 作詞　： 今川永喜、矢野亮（補詞）
- 作曲　： 及川一郎
- 歌唱　： 岡 晴夫

#### ソフト
- 『東宝・新東宝戦争映画DVD 45号(南の島に雪が降る 1961年) (DVD付雑誌) (東宝・新東宝戦争映画DVDコレクション)』出版社: デアゴスティーニ・ジャパン、2015年9月29日発行
- 『南の島に雪が降る』1961年版DVD、販売元:東宝、品番：TDV30092D、2020年8月19日発売

### 映画1995年版
原作における演芸会を中核に据え日本人の戦争への態度を問う意欲的な作品である。戦後未帰還の日本兵を捜しに来るエピソードを前後に追加し、あらすじは大きく改変された。演芸会は慰安ではなく確実な死を覚悟に前線に転じる兵士を送る儀式と描かれた。主人公名を「須藤」にしたり架空の地名「マヤサルミ」に変更するなど、原作・前作映画を知る者から批判された。
- 監督・脚本・製作者：水島総
- 音楽：荻野清子
- 助監督：桜井雅彦、麻生学、小林宏浩、松戸信樹
- 軍事指導：高杉俊介
- MA：映広
- 現像：東京現像所
- 協力：フィリピン航空、ニューギニア東西会
- プロデューサー：都竹廣明

出演
- 戦時中の須藤：高橋和也
- 村井中尉：根津甚八
- 95年の須藤：菅原文太
- 95年の叶谷：久保恵三郎
- 白根伍長：西村和彦
- 叶谷知美：烏丸せつこ
- 菅原軍曹：趙方豪
- 叶谷文次一等兵：菅原加織
- 前川一等兵：田付貴彦
- 日沼一等兵：甲本雅裕
- 小原上等兵：西沢仁
- 斎藤上等兵：佐久間哲
- 塩昌上等兵：伊藤正之
- 青戸兵長：徳井優
- 今川一等兵：佐藤淳
- 風間杜夫、佐野史郎、神戸浩、高杉俊介、音崎一呼ほか

#### ソフト
- 『南の島に雪が降る』1995年版VHSビデオ、販売元:徳間ジャパンコミュニケーションズ、1996年12月6日発売

## 舞台化作品
1962年以降、数々の舞台で上演されてきた。

### 1962年『南の島に雪が降る』（森繁劇団）
- 開演：1962年1月～2月、森繁劇団旗揚げ公演
- 会場：東京宝塚劇場
- 演出：森繁久彌

### 2001年『南の島に雪が降る』（劇団アルファー）
- 開演：2001年2月17日[9]
- 会場：前進座劇場
- 脚本：西田了
- 演出：酢屋敏徳

### 2014年『南の島に雪が降る』（ベッド&メイキングス）
- 開演：2014年6月12日〜6月22日[10]
- 会場：東京都 お台場潮風公園内「太陽の広場」特設会場
- 脚本・演出：福原充則
- 音楽：和田俊輔

出演
- 加藤徳之助衛生伍長：富岡晃一郎
- 貞子：猫背椿
- 前川五郎二等兵：早乙女友貴
- 鳶浜助夫一等兵：丸山厚人
- 杉山中尉：久保貫太郎
- 小沼茂四郎上等兵：加瀬澤拓未
- 市川二等兵：畑中実
- 田沼二等兵：矢野昌幸
- 今川二等兵：結城洋平
- みち代：望月綾乃
- 青戸光兵長：佐藤銀平
- 叶原利明伍長：小林顕作

### 2015年『南の島に雪が降る』（前進座）
戦後70年特別企画。
- 開演：2015年8月6日～10月
- 日本橋三越劇場、武蔵野市民文化会館 ほか全国巡演された。
- 脚本：瀬戸口郁（文学座）
- 演出：西川信廣（文学座）
- 協力：加藤武（文学座）

### 2015年『南の島に雪が降る』（中日劇場）
戦後70年特別企画。中日劇場開場50周年記念公演。
- 浅草公会堂、中日劇場、キャナルシティ劇場、梅田芸術劇場 シアター・ドラマシティ
- 開演：2015年8月6日～27日
- 脚本、演出：中島淳彦
- 出演：柳家花緑、大和悠河、川﨑麻世、松村雄基、柄本時生、佐藤正宏、酒井敏也、冨家規政、佐々木勝彦、門戸竜二、室龍規、笠原浩夫、平田裕一郎、丸山厚人、西条美咲、新城拓也、中井隼人、二神 光、石川泰彦、漆崎敬介、今江憲、遠山悠介、佐藤太三夫、稲宮 誠、矢野竜司、三浦祐介、加納 明、松村泰一郎、カーテンコール合唱団

- DVDソフト：『舞台「南の島に雪が降る」』販売元：M.B.Dメディアブランド、2015年12月1日発売

### 2015年『南の島に雪が降る』（劇団アルファー）
- 開演：2015年8月12日～16日[11]
- 会場：シアターグリーン BOX in BOX THEATER

## 批評・評論
- 演劇評論家：中村義裕による演劇批評[12]